# Rundetaarn
Rundetaarn ali Rundetårn (slovensko Okrogli stolp) je okrogel stolp iz 17. stoletja v središču danske prestolnice København. Stolp je eden od številnih arhitekturnih projektov danskega kralja Kristijana IV. Zgrajen je bil kot astronomski observatorij. Najbolj slaven je zaradi konjeniškega stopnišča, ki v 7,5 spiralnih zavojih vodi na njegov vrh. Z njega je razgled na cel København.
Stolp je bil del kompleksa Trinitatis, namenjenega učenjakom tistega časa. V kompleksu je bila tudi univerzitetna  kapela, cerkev Svete trojice in akademska knjižnica, ki je bila prvi namensko zgrajen objekt Københavnske univerzitetne knjižnice, ustanovljene leta 1482.
Sedaj Okrogli stolp služi kot razgledni stolp, javni astronomski observatorij in zgodovinski spomenik.  Po klančini v stolpu je tudi edini dostop do Knjižne dvorane nad cerkvijo, v kateri se dogajajo razstave in koncerti.

## Zgodovina

### Ozadje
Astronomija je v Evropi v 17. stoletju postala vse pomembnejša. Države so začele med seboj tekmovati pri ustanavljanju kolonij, kar je povzročilo potrebo po natančni navigaciji čez oceane. Zato je bilo ustanovljenih veliko nacionalnih observatorijev, prvi leta 1632 v Leidnu na Nizozemskem. Le pet let kasneje je sledil observatorij okroglega stolpa, ki se je najprej imenoval STELLÆBURGI REGII HAUNIENSIS.

### Načrtovanje in priprave
Potem ko je Tycho Brahe padel v nemilost in zapustil Dansko, je Christian Longomontanus postal novi astronom Kristijana IV. in prvi profesor astronomije na univerzi v Københavnu. Leta 1625 je kralju predlagal izgradnjo astronomskega stolpa kot zamenjavo za Brahejev Stjerneborg, ki je bil porušen.
Longomontanosov prvotni predlog je bil postaviti novo opazovalnico na vrhu hriba Solbjerget, danes znanega kot Valby Bakke. Ker pa so obstajali tudi načrti za gradnjo nove študentske cerkve in knjižnice za univerzo, se je pojavila ideja o združitvi treh stavb v en velik kompleks.
Že leta 1622 je Kristijan IV. kupil zemljišče, kjer je bilo končno odločeno zgraditi kompleks Trinitatis. Njegovi prvotni načrti za lokacijo niso znani, a ker je bila na priročni lokaciji poleg študentskih domov Regensen in univerze, je bila izbrana za njegov novi prestižni projekt.
Čeprav ni jasnih dokazov, je splošno sprejeto, da je bil Hans van Steenwinckel mlajši zadolžen za načrtovanje nove stavbe, čeprav ni dočakal dokončanja stolpa.
Od 24. novembra 1636 so na gradbišče dovažali kamne za temelje, najprej z mestnega obzidja in kasneje iz okolice Roskildeja. Opeke so bile naročene na Nizozemskem, saj lokalni proizvajalci niso mogli izpolniti zahtevanih visokih standardov kakovosti. Februarja 1637 je bila podpisana pogodba s Henrikom van Dingklagejem v Emdnu za dobavo opeke za gradnjo. Prve tri ladijske tovore naj bi dostavili maja, naslednje tri tovore naslednji mesec, preostanek pa na zahtevo.
Kompleks Trinitatis je bil postavljen za gradnjo v natrpani soseski ozkih ulic in uličic. Območje je bilo treba najprej očistiti. 18. aprila 1637 je 200 mož, vojakov in osebja iz Bremerholma začelo rušiti lesene hiše, ki so zasedle to lokacijo.

### Faza gradnje
Temeljni kamen je bil položen 7. julija 1637. Ko je Hans van Steenwinckel umrl 6. avgusta 1639, je bil Leonhard Blasius pripeljan na Dansko z Nizozemske kot novi kraljevi gradbeni mojster. Za razliko od svojega predhodnika je postal le prehodna figura v danski arhitekturi, umrl je le štiri leta po prihodu v državo, ne da bi zapustil opazne stavbe lastnega načrta. Večkrat so gradbena dela zaradi pomanjkanja sredstev zastala. Cerkvam na Danskem in Norveškem je bilo zato naloženo, da prispevajo del svojega zaslužka v letih gradnje. Leta 1642 je bil stolp končno dokončan, čeprav je bila cerkev dokončana šele leta 1657, knjižnica pa leta 1657.

### Čas kot observatorij
Christian Longomontanus je postal prvi direktor observatorija. V velikem požaru leta 1728 je bil kompleks Trinitatis močno poškodovan, vendar je bil obnovljen.

### Smrt in poznejša leta
V začetku 19. stoletja je Okrogli stolp postal zastarel kot astronomski observatorij. Instrumenti so postajali še večji, medtem ko stolpa ni bilo mogoče razširiti, hkrati pa so zaradi svetlobnega onesnaženja iz okoliškega mesta in vibracij, ki jih povzroča vse večji promet na spodnjih ulicah, opazovanja netočna. Univerza se je zato odločila zgraditi observatorij Østervold na starih mestnih utrdbah z bastijoni, ki so postale zastarele in so bile v razgradnji. Nov observatorij je bil slovesno odprt leta 1861 po načrtu Christiana Hansena.

### Znameniti poudarki
- Leta 1716 se je car Peter Veliki med obiskom Københavna na konju povzpel po stopnišču. Njegova žena Katarina I. naj bi se povzpela za njim v kočiji.
- Leta 1902 je bil avto Beaufort prvo motorizirano vozilo, ki se je povzpelo na ta okrogli stolp.
- Medalja v zbirki medalj okroglega stolpa nakazuje, da je bila prva kolesarska dirka v stolpu že leta 1888, verjetno v povezavi z Nordijsko razstavo industrije, kmetijstva in umetnosti.
- Leta 1911 je časopis Socialdemokraten organiziral kolesarsko dirko po Okroglem stolpu.
- Leta 1971 je Ole Ritter zmagal na kolesarski dirki proti Leifu Mortensenu na Round Tower v času 55,3 sekunde.
- Leta 1993 je Henrik Djernis zmagal na kolesarski dirki proti Jensu Veggerbyju v času 50,05 sekunde.
- Leta 1989 se je Thomas Olsen z monokolesom povzpel in spustil po okroglem stolpu v 1 minuti in 48,7 sekunde, kar je svetovni rekord.[5]

## Arhitektura
Okrogli stolp je valjast stolp, zidan iz izmenjujoče se rumene in rdeče opeke, barve Oldenburgov. Uporabljene opeke so bile izdelane na Nizozemskem in so trdo žgane, vitke vrste, znane kot muffer ali mopper. Na zadnji strani je prizidana cerkvi Trinitatis, vendar nikoli ni služila kot cerkveni stolp.
Steenwinckel - čigar ime je sicer sinonim za nizozemsko renesančno arhitekturo na Danskem - je s kompleksom Trinitatis pustil svoj značilni slog. Za razliko od njegovih drugih stavb z razkošnimi okraski in ekstravagantnimi zvoniki je kompleks zgrajen po osredotočeni in zadržani zasnovi. Hans van Steenwinckel je moral biti seznanjen s situacijo na Nizozemskem, saj se je zavedal, da je bil slog, ki se ga je nekoč naučil od Hendricka de Keyserja, popolnoma opuščen.
Arhitekti, ki so zdaj postavljali red na Nizozemskem, mojstri, kot so Jacob van Kampen (mestna hiša v Amsterdamu), Pieter Post (Mauritshuis v Haagu) in Philip Vingboons, so dajali prednost slogu, za katerega sta značilna treznost in zadržanost. Zdaj je znan kot nizozemski barok ali včasih nizozemski klasicizem. Njegovi zagovorniki so se pogosto opirali na teoretična dela, kot sta Andrea Palladio in Giacomo Barozzi da Vignola. Steenwinckel je morda obiskal svojo rodno Nizozemsko, preden je spremenil slog, vendar je bilo še prezgodaj, da bi videl uresničitev katere koli stavbe iz tega obdobja.

### Spiralna rampa
Namesto stopnic je 7,5-zavojna spiralna klančina edina dostopna pot do observatorija na vrhu stolpa, knjižnične dvorane in zvonarskega podstrešja, ki sta nad cerkvijo. Klančina se 7,5-krat obrne okoli votlega zidanega jedra stolpa, preden doseže razgledno ploščad in observatorij na vrhu, na poti pa omogoča tudi dostop do dvorane knjižnice in Ringerjevega podstrešja. Ta zasnova je bila izbrana, da bi omogočila konju in kočiji dostop do knjižnice, premikanje knjig v knjižnico in iz nje ter prevoz težkih in občutljivih instrumentov do observatorija.
Vijugasti koridor je dolg 210 m, vzpon za 3,74 m na zavoj. Ob zunanjem zidu ima hodnik dolžino 257,5 m in naklon 10 %, ob zidu notranjega jedra pa je hodnik dolg le 85,5 m, vendar ima naklon 33 %.

### Razgledna ploščad
Razgledna ploščad je 34,8 m nad nivojem ulice. Ob robu ploščadi poteka rešetka iz kovanega železa, ki jo je leta 1643 izdelal Kaspar Fincke, dvorni umetnik v kovinarstvu. V rešetki so vidni monogram Kristijana IV. in črke RFP, ki predstavljajo kraljevo geslo: Regna Firmat Pietas – Pobožnost krepi kraljestvo.

### Observatorij
Observatorij je majhna kupolasta stavba, zgrajena na strehi stolpa. Sedanji observatorij, zgrajen leta 1929, je visok 7 m in ima premer 6 m. Dostop je mogoč po ozkem zavitem kamnitem stopnišču z razgledne ploščadi.

### Rebus napis
Na zgornjem delu fasade stolpa je pozlačen napis rebus. Osnutek Kristijana IV., ki ga je napisal lastnoročno, hranijo v Danskem državnem arhivu. Rebus vključuje štiri hebrejske soglasnike tetragramatona. Rebus si lahko razlagamo na naslednji način: Vodi Jehova, pravi nauk in pravičnost v srce kronanega kralja Kristijana IV., 1642.

## Stranišče
Stolp vsebuje stranišče, ki ga uporabljajo raziskovalci in astronomi, ki delajo v stolpu in je sestavljeno iz sedeža skoraj na vrhu in jaška, ki vodi navzdol do spodnjega nadstropja, vgrajenega v votlo jedro. Ta jašek nima možnosti izpraznitve niti prezračevanja navzven, zaradi česar je nedvomno ena največjih in najzgodnejših greznic na svetu.

## Okrogli stolp danes
Danes Okrogli stolp služi kot razgledni stolp, javni astronomski observatorij, razstavno in koncertno prizorišče ter zgodovinski spomenik.
Leta 1860 je Univerza v Københavnu razgradila Okrogli stolp kot univerzitetni observatorij, leta 1928 pa je bil rekonstruiran v observatorij z dostopom za amaterske astronome in širšo javnost. Odprto je od sredine oktobra do sredine marca.
Od leta 1987 knjižnična dvorana, ki leži nad cerkvijo Trinitatis, služi kot razstavni prostor z različnimi razstavami umetnosti, kulture, zgodovine in znanosti. Hkrati se uporablja kot koncertno prizorišče, kjer vsako leto gostijo okoli sto koncertov.
Razgledna ploščad nudi obsežen razgled na strehe starega dela Københavna s številnimi stolpi, vidi se tudi Friderikova cerkev, Nikolajev center sodobne umetnosti, palača Kristijansborg, Christiansborg Slotskirke, cerkev Svetega Duha, Københavnska mestna hiša, hotel Palace, Københavnska stolnica, cerkev sv. Petra, Velika sinagoga, cerkev sv. Andreja, grad Rosenborg, cerkev našega Odrešenika in cevi Amagerværket. Ob jasnih dneh se v daljavi vidita Øresundski most in Švedska.

## V popularni kulturi
- V pravljici Hansa Christiana Andersena Vžigalnik naj bi imel največji od treh psov oči tako velike kot Okrogli stolp v Københavnu.
- V drugi pravljici Hansa Christiana Andersena, Bezgova mati, se star zakonski par spominja, kako sta šla »navzgor po Okroglem stolpu in gledala navzdol na Kopenhagen in daleč, daleč čez vodo; potem smo šli v Friedericksberg, kjer sta kralj in kraljica plula na svojih čudovitih barkah!«
- V romanu Hansa Christiana Andersena, Biti ali ne biti, se glavni junak Niels Bryde rodi in odrašča v Okroglem stolpu, kjer je njegov oče vratar.
- Kopija stolpa v merilu 1:3 je bila zgrajena v prvotno dansko naseljenem mestu Solvang v Kaliforniji.
- Asteroid 5505 Rundetaarn spominja na stolp.
- Na Danskem višino stavb pogosto primerjajo z višino Rundetaarna.
- Stavek v danščini je »Kaj je najvišje, Rundetaarn ali udar groma?« (glasno in visoko sta ista beseda v danščini). Pogosto se uporablja v razpravi, ko poskuša nasprotnik primerjati neprimerljive količine – glej tudi Jabolka in pomaranče.
- Predstavljeno v SimCity (2013 video igra).

## Vira
- Rundetaarn
- Erling Poulsen.  Rundetaarn Arhivirano 2016-03-03 na Wayback Machine.